# Órión
Órión (ógörögül: Ὠρίων vagy Ωαρίων, latin: Orion, újgörög Oríon), híres vadász a görög mitológiában, Poszeidón és Eurüalé fia. Apjától azt a tehetséget kapta, hogy tudott a tengeren járni. Felesége Szidé, gyermekei Menippé és Metiokhé. Felesége halála után híressé vált szerelmi képességeiről is, állítólag ötven fia volt ötven nimfától. Emlékét egy igen feltűnő csillagkép őrzi az égi egyenlítő közelében.
Órión feleségül akarta venni Meropét, Oinopión lányát. Oinopión azonban nem járult hozzá a frigyhez, mert nem teljesítette a feltételt, miszerint Khiosz szigetén minden veszélyes vadat tüntessen el. Órión ezért elrabolta a lányt, vagy más változatban részegen megerőszakolta. Bosszúból Oinopión megvakította Oriónt, miután borral leitatta, majd egy magas szikláról a tengerbe vetette.
A hajnali nap sugarai (Héliosz vagy Éósz) visszaadták a vadász látását, aki ezután bosszút esküdött, de Héphaisztosz elrejtette Oinopiónt. Más változat szerint Náxoszról Kédalión kíséretében az óceán keleti felére hajózott és itt kapta vissza szeme világát. Ezután Éósz, a hajnalistennő szerelmes lett Oriónba és magával vitte Délosz szigetére. Órión később Artemisszel Krétán vadászott, de Artemisz megölte őt: egy skorpióval maratta meg, mivel elcsábította Ópisz nimfát és a pleiaszokat addig üldözte szerelmével, míg azok az égre menekültek és a Pleiádok csillagcsoport lett belőlük. Más magyarázat szerint Órión azzal kérkedett, hogy minden vadat leterít, ami csak az útjába kerül. Még diszkoszversenyre is kihívta Artemiszt.
Más mondák azt mesélik, hogy Artemisz dühös lett rá, és szarvassá változtatta, hogy két kutyája soha ne ismerje meg. Így a kutyák darabokra szaggatták a szarvast, vagyis Óriónt. Artemisz később megbánta tettét és Aszklépioszt kérte meg Órión feltámasztására, amit azonban Zeusz nem engedett meg. Ezért Órión, két kutyája (Nagy Kutya csillagkép, Kis Kutya csillagkép) és a skorpió is csillagzatként az égre kerültek.